# شورسدورف
شورسدورف (به آلمانی: Chursdorf) یک منطقهٔ مسکونی در آلمان است که در دیترسدرف واقع شده‌است. شورسدورف ۱۸۱ نفر جمعیت دارد.